# Zele (langue)
Pour les articles homonymes, voir Zele (homonymie).
Le zele ou jere est une langue kainji parlée au Nigeria.